# Глебов, Юрий Яковлевич
Ю́рий Я́ковлевич Гле́бов (23 апреля 1930, село Плахино, Сибирский край — 6 января 2017, Омск) — советский инженер и государственный деятель, председатель Омского горисполкома (1982—1991), заслуженный строитель РСФСР.

## Биография
Родился в селе Плахино (ныне — Колосовского района Омской области). Окончил Омский сельскохозяйственный институт, преподавал там же на кафедре кафедры организации гидромелиоративных работ.
С сентября 1958 года работал в строительно-монтажном тресте № 1 Главомскпромстроя: инженер, старший инженер, начальник отдела, главный инженер, заместитель управляющего, управляющий трестом; с 1979 года — заместитель начальника Главомскпромстроя.
С 1981 года — секретарь Омского городского комитета КПСС, в 1982—1991 годы — председатель исполкома Омского городского совета народных депутатов. Был одним из авторов комплексной программы по оздоровлению окружающей среды Омска, в соответствии с которой в городе построено более 5 млн  м² жилья, музыкальный театр, многопрофильная городская больница, ожоговый и диагностический центры, 34 школы, детские учреждения на 27 тыс. мест, кинотеатры в Кировском и Первомайском районах, мост через реку Омь, два путепровода, крытый каток, АТС на 75 тыс. номеров, три подземных перехода и другие объекты.
С 1991 года — генеральный директор, президент акционерного общества «Омский торговый дом», с января 1994 года — президент производственно-коммерческой фирмы «Престиж», председатель совета директоров банка «СИБЭС».
Участвовал в возведении городского Дворца пионеров и школьников, дома быта, автовокзала, зоны отдыха «Зелёный остров».
В последние годы был членом коллегии при мэре города Омска. В период с 2005 пл 2015 года был председателем топонимической комиссии города Омска; способствовал возрождению исторических памятников в городе.
Умер 6 января 2017 года. Кремирован и захоронен на Старо-Северном мемориальном кладбище города Омска.  

### Семья
Жена — Лидия Георгиевна.
Сын — Сергей; выпускник Омского педагогического института, переводчик.

## Награды и звания
- орден Трудового Красного Знамени;
- орден Дружбы Народов;
- орден Знак Почёта;
- медали «За трудовое отличие», «За доблестный труд», «Ветеран труда»;
- Заслуженный строитель РСФСР;
- Почётный гражданин города Омска (1996)[2][3].

В 2017 году на доме, где проживал Глебов в период с 1969 по 1989 года, по улице Ленина дом №53 была открыта мемориальная доска